# Martha Bracho
Martha Bracho Torres (Ciudad de México, 6 de febrero de 1927 – Hermosillo, 11 de noviembre de 2019) fue una bailarina y coreógrafa, pionera de la danza en el estado de Sonora, fundadora de la Academia de Danza de la Universidad de Sonora y una de las primeras intérpretes de danza contemporánea en México. 

## Trayectoria profesional
Formó parte de la primera generación egresada de la Escuela Nacional de Danza (México), donde tuvo por maestros a Nellie Campobello, Gloria Campobello, Estrella Morales, Luis Felipe Obregón e Hipólito Zybin. En 1937, recibió el título de profesora de baile en la misma institución.
En 1939 trabajó con Anna Sokolow en el Grupo de Danzas Clásicas y Modernas y en La Paloma Azul. Este grupo de bailarinas, conocido como las Sokolovas, interpretó en 1939 y 1940 un repertorio creado especialmente para ellas por Sokolow. Con Mariquita Flores estudió danza española, género que interpretó en las compañías de María Antinea y Miguel de Molina, así como en Danzas Folklóricas de Argentina de Joaquín Pérez Fernández y en varios teatros de México. En 1948 ingresó a la Academia de la Danza Mexicana y participó en la temporada de Ópera de Bellas Artes. En 1949, estrenó Suite, su primera coreografía, en conjunto con Rosa Reyna. Al siguiente año se presentó con el Ballet Mexicano.
En 1952 estrenó Sensemayá. El mismo año fue becada para estudiar en Connecticut, Estados Unidos, donde tomó clases con Doris Humphrey, Merce Cunningham, Robert Cohan, Lucas Hoving, Louis Horst, Pauline Khoner, Else Cresslinger y Sophie Maslow. 

## Fundación de la Academia de Danza de la Universidad de Sonora
En 1954, Norberto Aguirre Palancares la invitó a fundar la Academia de Danza de la Universidad de Sonora. Para ello, Martha Bracho se trasladó a Hermosillo en el mismo año. A su llegada, la danza como práctica académica y profesional era prácticamente inexistente en Sonora, además de estar rodeada de prejuicios relacionados con el pudor. En Hermosillo, Martha Bracho trabajó como docente, coreógrafa y promotora de la danza, labor que inauguró la práctica profesional dancística en Sonora y contribuyó a fortalecerla en el resto de México. Para su grupo de bailarines de la Unison, creó Idilio yaqui, Los pájaros, Huapango y La visita, obras también interpretadas por el Ballet de Bellas Artes.

## Premios y reconocimientos
- 1970: Premio a la mejor coreografía en el Concurso de Danza de la Zona Noroeste.
- 1984: Reconocimiento al Mérito Académico, otorgado por la Secretaría de Educación Pública (SEP) y el Gobierno del Estado de Sonora.
- 1985: Mención honorífica en el Premio Nacional de Coreografía, con su obra Siempre habrá una esperanza.
- 1988: Yaqui de Oro, otorgado por la Secretaría de Educación Pública (SEP) y el Gobierno del Estado de Sonora.
- 1993: Maestra Emérita de la Universidad de Sonora.
- 2000: Reconocimiento por sus 45 años de labor como fundadora y activa promotora de la Academia de Danza de la Universidad de Sonora.
- 2008: Premio Nacional de Danza Contemporánea José Limón.

## Homenajes
En 1984, en reconocimiento a sus 30 años de trabajo, Juan José Bremer, en ese entonces, subsecretario de Cultura de la SEP, develó la placa conmemorativa de la Academia de Danza Martha Bracho de la Universidad de Sonora. Al año siguiente, el Instituto Nacional de Bellas Artes (INBA) le rindió el homenaje Una vida en la danza.
En noviembre de 2019, la Universidad de Sonora realizó una guardia de honor a Martha Bracho como Maestra Emérita, en el Teatro Emiliana de Zubeldía, durante la cual se destacó la trascendencia del patrimonio académico y artístico que construyó.